# JR貨物EH800型電力機車
EH800型電力機車，是供日本貨物鐵道（JR貨物）使用的交流電傳動八軸電力機車，適用於20,000伏特與25,000伏特的50Hz交流電化區段，由東芝公司承造。

## 概要
此電力機車是因應預定於2016年3月通車營運的北海道新幹線而開發製造，因北海道新幹線與在來線共用海峽線路段，該路段的電壓將由原本的20000V 50Hz交流電升壓為25000V 50Hz:4，列車保安裝置也要能使用新幹線的DS-ATC系統。現有EH500與ED79兩種電力機車無法使用25,000V交流電，需要新型電力機車以在此路段行駛:4。本类型機車以同為東芝製造的EH500為藍本設計，因此外觀及車體結構相近。:36
EH800型全部配屬於JR貨物的五稜郭機務段，運用範圍北從五稜郭站，南至青森鐵道線的東青森站。截至2024年3月，共有20台EF800型机车投入使用。

## 构造

### 车体
本车为双机固定连结的H型机车。车体尺寸与EH500型相似，车身长度为12,137毫米，车身宽度为2,808毫米，车身高度为3,711毫米，两车体连接时总长为25,000毫米，呈箱型结构。:167、169前照灯位置与EH500型901号1·2号机相同。在车体结构和冷却系统的设计中考虑了青函隧道内高湿度环境下产生的冷凝问题，主电机和主变换装置通过独立的冷却送风机进行冷却。此外，为防止底部设备积雪，底部设备间均覆盖防雪罩。:167驾驶台均已更换为液晶式显示器和速度计，与近年新干线速度计类似。
车体涂装以与EF510型0番台相同的红色为基调，侧面运用银色展现新干线的速度感，用白色表达连接本州和北海道的形象，并配以线条装饰:169。

### 电源和控制设备
该机车的基本性能与EH500型相似，通过主变频器将交流20kV或25kV电力导入主变压器，驱动交流感应电动机。:36
该机车为适用于交流20kV和25kV的多电压车辆:5，每辆车搭载一台外铁形送油风冷式的FTM5主变压器，共计两台。:167为了适应交流电压不同，该变压器经过改造后额定容量为2,598kVA。在三次绕组上，本机车采用了山形新幹線和秋田新幹線上使用的三次电源切换方式。机车根据ATS-P地上子传送的信号进行切换来通过分相区，以抑制三次绕组的电压波动:167。为了能在青函隧道的12‰连续坡道上牵引1,000吨的货物，在共用区间25kV下，启动最大牵引力与EH500型相同，达到411.6kN；额定功率为4,000kW。在传统线路上的交流20kV下，性能为共用区间输出功率的76%，即每小时3,040kW，不过最大牵引力不变，但高速域的性能会下降:36。
主变压器二次绕组及以下的主回路设备与EH500型相同，主变频器使用基于EH500型变频器改造以适应交流25kV的FMPU17装置，由一个电压型PWM变流器和一个电压型PWM逆变器组成，共搭载4台。:167主变频器控制两台电动机的配置被称为1C2M结构（以转向架为单位控制），在异常情况下，可以从相邻机车取电。与主变压器的三次绕组不同，即使架线电压变化，也无需切换主回路。当架线电压下降时，输出会相应地受到限制，可以实现前述25kV下输出功率的76%。:36
辅助电源装置用于提供备用电源，其中搭载了两台电压型PWM控制逆变器FAPU8:167-168。这些装置通过主变压器的二次侧的电源切换功能，利用三次绕组（单相交流1,366V・50Hz/单相交流1,389 V・50 Hz）作为电源，输出三相交流440V・50Hz（额定容量150kVA）:36。通过改变设备布局，提高了机器防水性和防尘性能:167-168。
机车搭载了8台挂式FMT4A（定格电压1,100V、定格电流370A、1小时定格输出功率565kW）的斗形三相感应电动机作为牵引动力源，是自EF210系以来JR货物电力机车上的标准配置:167-168。电动机采用强制风冷方式进行冷却。集电装置采用单臂式受电弓FPS6，每个车体搭载一台，但在行驶过程中通常升双弓取电。本受电弓是为了适应新干线共线区间的架空线变化而新开发的。共线区间，架线中心向新干线轨道中心偏移92mm；架线电压为25kV。受电弓的升降方式是弹簧提升式:167。
制动方式采用了回生制动与电气指令式自动空气制动的组合；回生制动用于抑速和减速。在以往的JR新型机车中，在直流区段列车运行密度较低的电网轻负荷状态下，使用回生制动可能导致弓网电压过高，回生制动失效，因此运行于直流区的机车采用了电气制动与发电制动的组合。但是，由于该机车将在交流区段运行，所以只使用回生制动。此外，试验机901号机具备通过主变换装置软切换电动机到发电制动的功能，但考虑到2013年的行车试验结果和环境负荷减少的角度，计划撤除与发电制动相关的设备，仅保留回生制动:168。现在901号机也仅使用回生制动，发电制动使用的电阻冷却鼓风机配套的散热器与量产车一样被封闭。
考虑到车顶设备在25kV下需要有效绝缘隔离，故一侧车体装有3台真空断路器和1个避雷器，且使用在新干线上已经过验证的设备。这3台真空遮断器可以控制电力向主变压器的流动方向。通过改变三个单元的组合，可以选择集电器或隔离某台主变压器。此外，驾驶室屋顶上也安装了新干线使用的静电天线。

### 转向架
转向架采用基于EH500型所用FD7的带轴箱支撑装置的无摇枕转向架。从第一端开始，各个转向架编号为FD7O、FD7P、FD7Q和FD7R。:38基本制动器为单压式踏板制动器和弹簧式固定制动器:167。枕形弹簧为空气弹簧式，牵引装置为Z连杆式:38，动力传动方式为单齿轮减速悬挂式，传动比为5.13（82/16）:167。车轮采用一体式滚制，直径为1,120mm，轴距为2,500mm:169。
速度传感器采用了新干线同款的非接触型设备，并在每个台车的轮轴轴端上新增了轴箱温度和振动传感器。通过这些传感器，行车电脑可以检测到车轮异常磨损和轴温异常上升，并通过电子控制装置将警告信息显示在驾驶室内的监视器和指示灯上。此外，机车还在轴箱下方增加了L型导轨，用于防止地震时大幅脱轨，提高安全性能。:168

### 信号设备

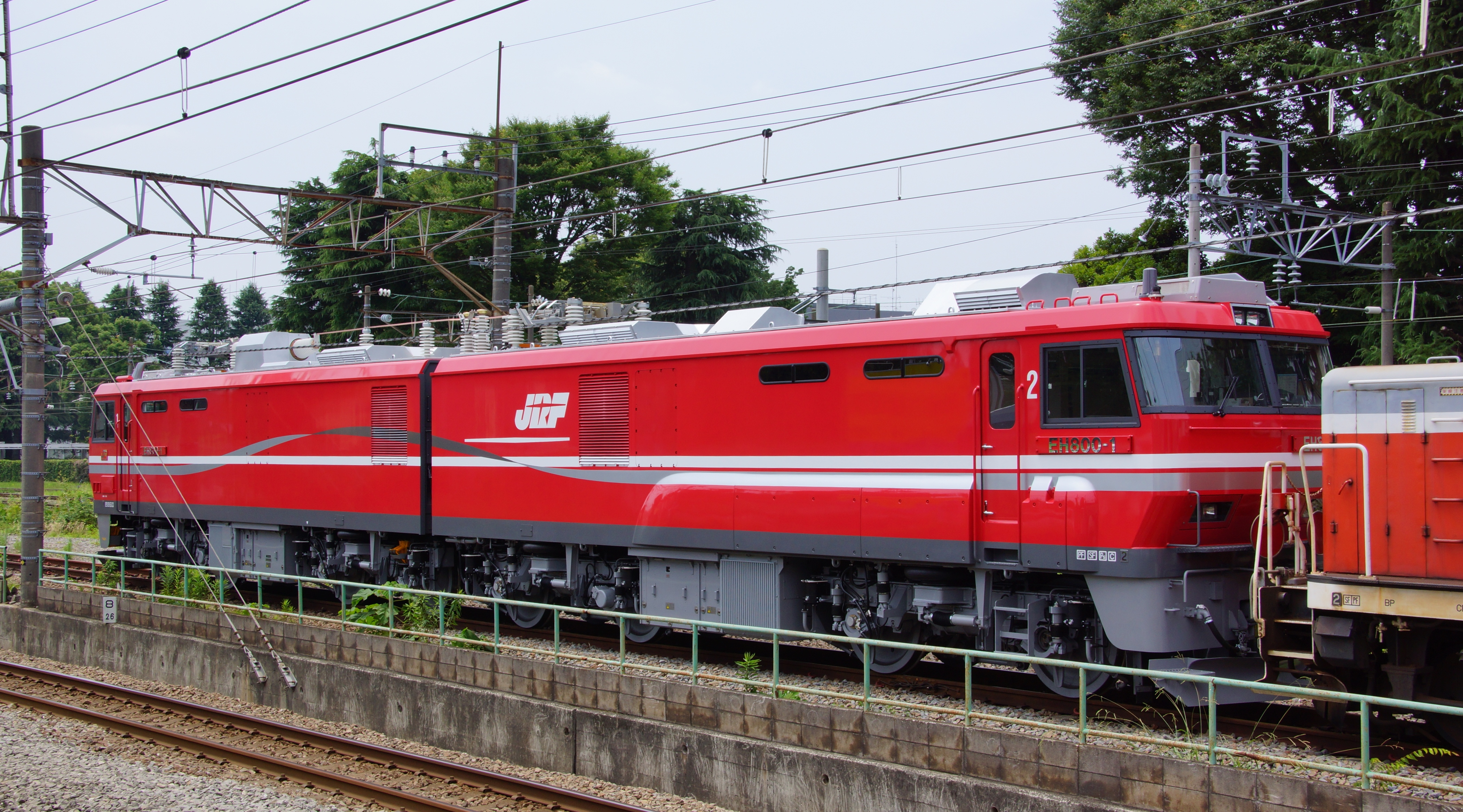
凸起的LCX列车天线

保安装置方面，该列车装备了用于常规线路的ATS-SF、Ps、PF以及用于新干线的DS-ATC车载设备。在机车中间的牵引装置下部，额外安装了用于DS-ATC的车载子设备，以便在青函隧道等共用区段利用DS-ATC进行进路控制。:38因此，驾驶室的监视器装置新增了列车编号输入功能。此外，驾驶室还设有驾驶员防失能装置和两个紧急列车防护装置，分别用于共用区段和常规线路。由于共用区段中的列车防护与在来线不同，另一个防护装置采用与新干线相同的保护接地开关方式，通过架空线停电来实现防护。本机车还配备了无电压继电器（NVR），以便在共用区段中无法使用DS-ATC时，检测到架空线停电时能够自动紧急制动。:38
无线通信装置方面，该列车装备了常规线路用的B/C型无线电、新干线用的数字列车无线以及津輕海峽線用的青函B型无线电。:38

## 大事记

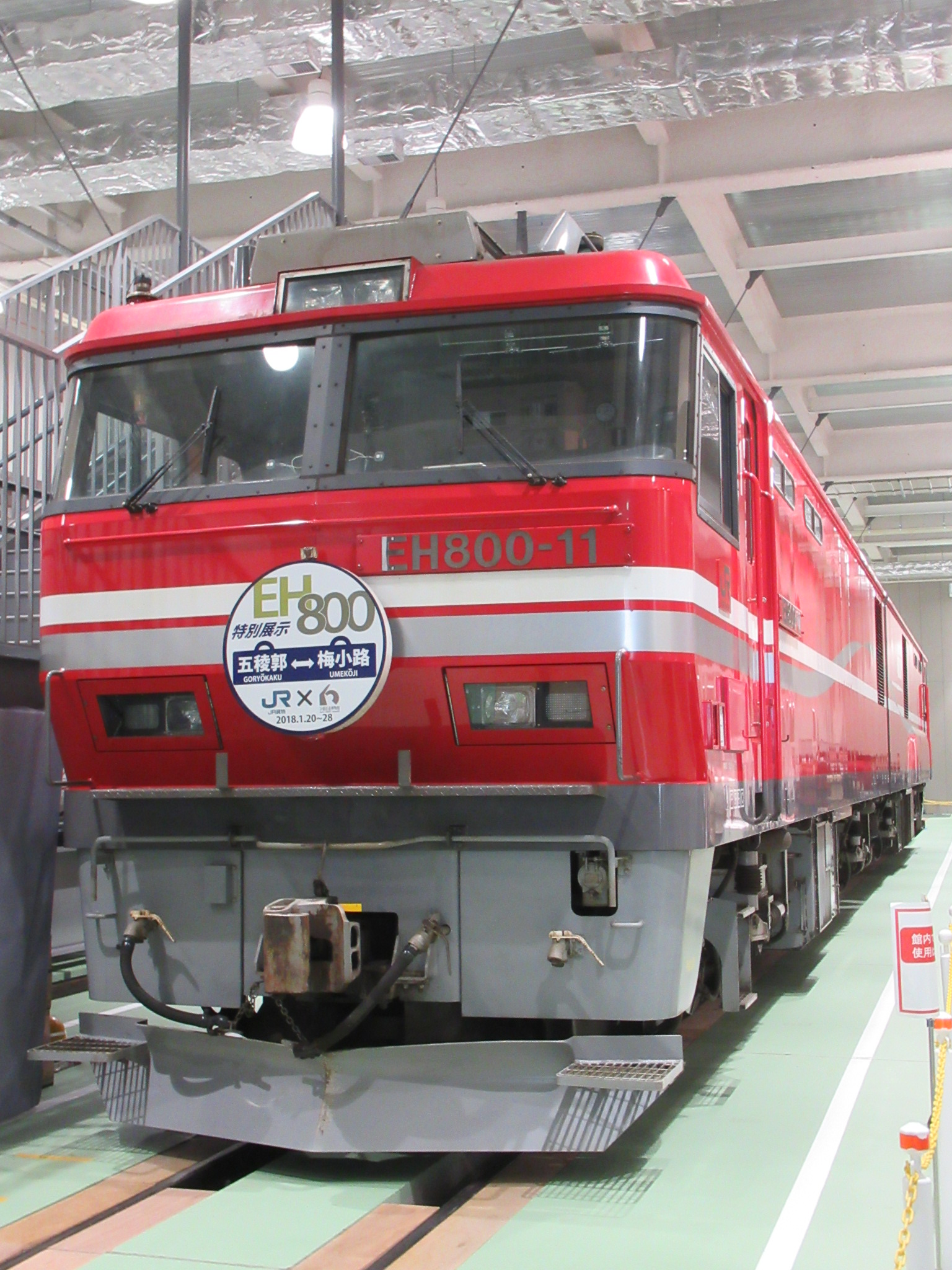
2018年1月在京都鐵道博物館展示的EH800-11

EH800自2011年起由东芝和JR货物联合开发，901号原型试验车于2012年11月27日下线，东芝在下线日公开报道了这一消息。随后，在东福岛站车辆段内进行了试运行。
2012年12月开始进行性能确认试验，根据2014年在五棱郭机务段进行的运行试验结果，东芝于同年开始量产。量产车均配属五棱郭机务段。从2014年10月起，海峡线将在深夜进行设备检查。该量产机于同年7月16日投入商业运行，作为ED79型的替代机车运行。
EH800型电力机车的开发是与整备新干线相关的项目，因此使用了铁路建设和运输设施整备支援机构的特例业务款项中的盈余资金进行费用支援。
2015年8月21日，机车在通过青函隧道时发生了故障。8月21日，由EH800型牵引的从大阪货物终端站开往札幌货物终端站的货物列车（20辆编组）在穿过青函隧道时出现故障。驾驶员在下午5点30分左右注意到故障告警灯亮起，因此在距离知内町出口约5公里的隧道内紧急停车，临时切除电压转换器。约40分钟后机车恢复行驶。在抵达木古内站后，JR公司员工确认故障存在。该故障由电气系统异常引起，原因是电压转换装置的螺栓拧紧不足，导致过大电流产热过多，使绝缘体的树脂熔结。虽然本故障被报告给了国土交通省北海道运输局，但公共关系办公室没有公开这一信息，并表示：“我们认为这只是车辆故障，并不认为这是值得宣布的事情。”。根据JR北海道的公告，此故障影响了4班特急列车，最多延误了53分钟。
2018年1月20日至28日，京都鐵道博物館與JR貨物合辦鐵道貨物特展，JR貨物將EH800-11電力機車從五稜郭迴送到京都參與展出，為EH800型罕見出現在固定運用的範圍之外，也是本机车首次进入关西地区并展出。在最终展览日，本机车还挂上了暮光之城快车的车头标志。
本车的大型检修工作由大宫综合车辆中心负责，在直流线区的牵引任务通常由EF210型机车或者EF65型机车负责。